# Norbergs landsfiskalsdistrikt
Norbergs landsfiskalsdistrikt var 1918–1964 ett landsfiskalsdistrikt i Västmanlands län, bildat när Sveriges indelning i landsfiskalsdistrikt trädde i kraft den 1 januari 1918, enligt beslut den 7 september 1917. Den 1 januari 1965 avskaffades i Sverige samtliga landsfiskaler och landsfiskalsdistrikt, och deras arbetsuppgifter delades upp på de nyskapade indelningarna polisdistrikt, åklagardistrikt och kronofogdedistrikt.
Landsfiskalsdistriktet låg under länsstyrelsen i Västmanlands län.

## Ingående områden
När Sveriges nya indelning i landsfiskalsdistrikt trädde i kraft den 1 oktober 1941 (enligt kungörelsen den 28 juni 1941) överfördes Västanfors landskommun till det nybildade Västanfors landsfiskalsdistrikt och de två kommunerna Karbenning och Västefärnebo tillfördes från det upphörda Västerfärnebo landsfiskalsdistrikt. När Sveriges nya indelning i landsfiskalsdistrikt trädde i kraft den 1 januari 1952 (enligt kungörelserna 1 juni 1951 och 14 december 1951) ändrades distriktets omfattning.

### Från 1918
Gamla Norbergs bergslag:
- Norbergs landskommun
- Västanfors landskommun

### Från 1 oktober 1941
Gamla Norbergs bergslag:
- Karbennings landskommun
- Norbergs landskommun

Vagnsbro härad:
- Västerfärnebo landskommun

### Från 1 januari 1952
- Norbergs köping
- Västerfärnebo landskommun